# Armen Alchian
Armen Albert Alchian ( /'ɑːtʃiən /, 12. dubna 1914 Fresno – 19. února 2013 Los Angeles) byl arménsko-americký ekonom a profesor ekonomie na Kalifornské univerzitě v Los Angeles.

## Životopis
Alchian se narodil ve Fresnu v Kalifornii v rodině s arménskými kořeny. Dva roky navštěvoval Kalifornskou státní univerzitu ve Fresnu a poté v roce 1934 přestoupil na Stanfordovu univerzitu, kde získal titul B.A. (1936) a Ph.D. (1944). Od roku 1942 do roku 1946 sloužil jako statistik u armádního leteckého sboru USA. V roce 1946 nastoupil do ekonomického oddělení na UCLA, kde strávil zbytek své kariéry. Po mnoho let byl členem Rand Corporation. Alchian byl zvolen členem Americké akademie umění a věd v roce 1978.  V roce 1996 se stal čestným členem Americké ekonomické asociace a v roce 2010 získal čestný doktorát na Universidad Francisco Marroquín.  Byl členem Mont Pelerin Society, mezinárodní organizace složené liberálních ekonomů.
Alchian byl 73 let ženatý s Pauline Alchian. Měl dvě děti, šest vnoučat a tři pravnoučata. 
Poprvé na sebe výrazně upozornil vědeckým článkem  Uncertainty, Evolution and Economic Theory, kde tvrdil, že úspěch či neúspěch firmy na trhu není dán vědomým úsilím vlastníků o maximalizaci zisků, nýbrž že se jedná o určitý druh evoluční síly.
Alchian je zakladatelem „UCLA tradice“ v ekonomii, byl členem Chicago School of Economics a jedním z nejvýznamnějších cenových teoretiků druhé poloviny 20. století. Spolu s emeritním profesorem UCLA Haroldem Demsetzem publikoval v prosinci 1972 ve vědeckém časopise American Economic Review  článek „Production, Information costs and Economic Organization“, který se stal základem pro vznik teorie firmy.  V roce 2011 byl tento článek vyhlášen jako jeden z 20 nejvlivnější  článků vydaných tímto časopisem.
Svými spisy o vlastnických právech a transakčních nákladech je považován za zakladatele nové institucionální ekonomie. Alchianovy spisy se dotýkají témat, která jsou tradičně vnímána jako makroekonomická: peníze, inflace, nezaměstnanost a teorie podnikových investic. Jeho spisy se vyznačují přehlednou vtipnou strukturou a minimem matematického formalismu.
Alchian je společně s Williamem R. Allenem autorem vlivného ekonomického textu Exchange and Production. Jeho obsah a organizace se radikálně liší od jiných amerických univerzitních ekonomických textů psaných ve druhé polovině 20. století. Toto byl první americký text, který popsal informace, transakční náklady, vlastnická práva a tržní ekonomiku jako proces objevování. Obsahuje také klasické vyjádření toho, co je známo jako Alchianova-Allenova věta. Toto tvrzení, hovorově známé jako „exportujte dobrá jablka,“ uvádí, že když se kvalita výstupu liší, je výstup nižší kvality spotřebován poblíž, zatímco výstup vyšší kvality je dodáván na velké vzdálenosti. Důvod je jednoduchý: náklady na dopravu se liší v závislosti na hmotnosti a objemu, ale ne na kvalitě toho, co se přepravuje. Přidané množství na jednotku snižuje relativní cenu produktu vyšší třídy.

## Vybraná díla
- Alchian, Armen (1950), „Uncertainty, Evolution and Economic Theory,“ Journal of Political Economy 58: 211–21.
- Alchian, Armen (1959), „Costs and outputs“, in Abramovitz, Moses ; et al. (eds.), The allocation of economic resources: essays in honor of Bernard Francis Haley, Stanford, California: Stanford University Press, OCLC   490147128.
- Alchian, Armen (1969), „Information Costs, Pricing and Resource Unemployment,“ Economic Inquiry 7: 109–28.
- Alchian, Armen; Demsetz, Harold (1972), „Production, Information costs and Economic Organization,„ American Economic Review 62: 777–795.“
- Alchian, Armen; Crawford, Robert; Klein, Benjamin (1978), „Vertical Integration, Appropriable Rents, and the Competitive Contracting Process,“ Journal of Law and Economics 21:.
- Alchian, Armen (1978), Economic Forces at Work. Indianapolis: Liberty Fund. A number of Alchian's better known articles are reprinted here.
- Alchian, Armen (1983), Exchange and Production. Wadsworth Publishing. A revision of part of University Economics, first published in 1964.

## Alchianovo zobecnění
„Alchianovo zobecnění“ uvádí, že když se cena dvou konkurenčních produktů zvýší o stejnou částku na jednotku, cena dražšího zboží relativně klesne v porovnání s levnějším. Proto bude existovat tendence pro spotřebitele, nahradit dražší za levnější. 